# Verein für Leibesübungen Bochum 1848 2019-2020
Questa voce raccoglie le informazioni riguardanti il Verein für Leibesübungen Bochum 1848 nelle competizioni ufficiali della stagione 2019-2020.

## Stagione
Nella stagione 2019-2020 il Bochum, allenato da Robin Dutt, Heiko Butscher e Thomas Reis, concluse il campionato di 2. Bundesliga all'8º posto. In Coppa di Germania il Bochum fu eliminato al secondo turno dal Bayern Monaco.

## Rosa
| N. |                        | Ruolo | Calciatore         |
| -- | ---------------------- | ----- | ------------------ |
| 1  | Germania (bandiera)    | P     | Manuel Riemann     |
| 2  | Costa Rica (bandiera)  | D     | Cristian Gamboa    |
| 3  | Brasile (bandiera)     | D     | Danilo Soares      |
| 4  | Germania (bandiera)    | D     | Simon Lorenz       |
| 5  | Svizzera (bandiera)    | D     | Saulo Decarli      |
| 6  | Inghilterra (bandiera) | D     | Jordi Osei-Tutu    |
| 7  | Germania (bandiera)    | C     | Sebastian Maier    |
| 8  | Francia (bandiera)     | C     | Anthony Losilla    |
| 9  | Germania (bandiera)    | A     | Simon Zoller       |
| 10 | Germania (bandiera)    | C     | Thomas Eisfeld     |
| 14 | Germania (bandiera)    | C     | Tom Weilandt       |
| 15 | Germania (bandiera)    | D     | Maxwell Gyamfi     |
| 17 | Germania (bandiera)    | C     | Danny Blum         |
| 18 | Germania (bandiera)    | A     | Manuel Wintzheimer |
| 19 | Germania (bandiera)    | D     | Patrick Fabian     |
| 20 | Germania (bandiera)    | C     | Vitaly Janelt      |

| N. |                           | Ruolo | Calciatore                |
| -- | ------------------------- | ----- | ------------------------- |
| 21 | Germania (bandiera)       | D     | Stefano Celozzi           |
| 23 | Germania (bandiera)       | C     | Robert Tesche             |
| 24 | Grecia (bandiera)         | D     | Vasilīs Lampropoulos      |
| 25 | Germania (bandiera)       | P     | Patrick Drewes            |
| 26 | Germania (bandiera)       | C     | Lars Holtkamp             |
| 27 | Serbia (bandiera)         | C     | Miloš Pantović            |
| 28 | Germania (bandiera)       | C     | Ulrich Bapoh              |
| 29 | Germania (bandiera)       | D     | Maxim Leitsch             |
| 30 | Azerbaigian (bandiera)    | C     | Baris Ekincier            |
| 32 | Austria (bandiera)        | C     | Robert Žulj               |
| 33 | Germania (bandiera)       | D     | Moritz Römling            |
| 34 | Germania (bandiera)       | P     | Paul Grave                |
| 35 | Rep. del Congo (bandiera) | A     | Silvère Ganvoula M'Boussy |
| 36 | Germania (bandiera)       | C     | Jan Wellers               |
| 37 | Germania (bandiera)       | D     | Armel Bella-Kotchap       |
| 38 | Grecia (bandiera)         | C     | Stelios Kokovas           |

## Organigramma societario
Area tecnica
- Allenatore: Thomas Reis
- Allenatore in seconda: Heiko Butscher, David Siebers
- Preparatore dei portieri: Peter Greiber
- Preparatori atletici: Jörn Menger, Norbert Lemcke, Frank Zöllner, Rexhep Kushutani

## Calciomercato

### Sessione estiva
| Acquisti | Acquisti           | Acquisti         | Acquisti |
| R.       | Nome               | da               | Modalità |
| -------- | ------------------ | ---------------- | -------- |
| A        | Manuel Wintzheimer | Amburgo          |          |
| D        | Cristian Gamboa    | Sconosciuta      |          |
| C        | Ulrich Bapoh       | Twente           |          |
| C        | Danny Blum         | Las Palmas       |          |
| D        | Saulo Decarli      | Club Bruges      |          |
| P        | Patrick Drewes     | Kickers Würzburg |          |
| D        | Maxwell Gyamfi     | Bochum U19       |          |
| D        | Simon Lorenz       | Monaco 1860      |          |
| D        | Jordi Osei-Tutu    | Arsenal          |          |
| C        | Jan Wellers        | Bochum U19       |          |

| Cessioni | Cessioni            | Cessioni           | Cessioni |
| R.       | Nome                | a                  | Modalità |
| -------- | ------------------- | ------------------ | -------- |
| D        | Dominik Baumgartner | Wolfsberger        |          |
| C        | Baris Ekincier      | Austria Klagenfurt |          |
| D        | Tom Baack           | Jahn Ratisbona     |          |
| D        | Jannik Bandowski    | Unterhaching       |          |
| D        | Jan Gyamerah        | Amburgo            |          |
| A        | Lukas Hinterseer    | Amburgo            |          |
| C        | Robbie Kruse        | Melbourne Victory  |          |

### Sessione invernale
| Acquisti | Acquisti             | Acquisti            | Acquisti |
| R.       | Nome                 | da                  | Modalità |
| -------- | -------------------- | ------------------- | -------- |
| C        | Baris Ekincier       | Austria Klagenfurt  |          |
| D        | Vasilīs Lampropoulos | Deportivo La Coruña |          |
| C        | Robert Žulj          | Hoffenheim          |          |

| Cessioni | Cessioni       | Cessioni  | Cessioni |
| R.       | Nome           | a         | Modalità |
| -------- | -------------- | --------- | -------- |
| C        | Lee Chung-yong | Ulsan HD  |          |
| C        | Görkem Sağlam  | Willem II |          |

## Risultati

### 2. Bundesliga

#### Girone di andata
| Arbitro: | Schröder |

|                                 |           |                 |
| Saller 42’ Stolze 50’ Baack 90’ | Marcatori | 75’ (rig.) Blum |

| Arbitro: | Petersen |

|                                         |           |                                            |
| Blum 74’ (rig.) Ganvoula 79’ Zoller 85’ | Marcatori | 54’ Voglsammer 56’ Klos 90’ (aut.) Losilla |

| Arbitro: | Dingert |

|                |           |  |
| Hinterseer 60’ | Marcatori |  |

| Arbitro: | Schlager |

|                                             |           |                                |
| Bapoh 56’ Osei-Tutu 87’ Ganvoula 90’ (rig.) | Marcatori | 10’, 45’ Schäffler 19’ Dittgen |

| Arbitro: | Gräfe |

|                         |           |              |
| Didavi 19’ González 48’ | Marcatori | 40’ Ganvoula |

| Arbitro: | Günsch |

|                      |           |                         |
| Blum 79’ Losilla 85’ | Marcatori | 47’ Jeremejeff 63’ Koné |

| Arbitro: | Müller |

|                |           |              |
| Bouhaddouz 88’ | Marcatori | 57’ Ganvoula |

| Arbitro: | Rohde |

|                          |           |                     |
| Ganvoula 10’ (rig.), 25’ | Marcatori | 13’ Höhn 85’ Heller |

| Arbitro: | Bacher |

|                           |           |                                 |
| Leipertz 23’ Schimmer 90’ | Marcatori | 7’ Zoller 14’ Blum 49’ Ganvoula |

| Arbitro: | Winter |

|                                        |           |                              |
| Decarli 10’ Blum 29’ (rig.) Gamboa 31’ | Marcatori | 8’ Hofmann 21’ Choi 90’ Fink |

| Arbitro: | Gerach |

|                  |           |                     |
| Lee 9’ Serra 52’ | Marcatori | 39’ (rig.) Ganvoula |

| Arbitro: | Jöllenbeck |

|                                      |           |              |
| Soares 9’ Lorenz 40’ Wintzheimer 45’ | Marcatori | 63’ Sørensen |

| Arbitro: | Badstübner |

|            |           |           |
| Sobota 10’ | Marcatori | 5’ Zoller |

| Arbitro: | Kempkes |

|         |           |                    |
| Blum 2’ | Marcatori | 45’ (rig.) Schmidt |

| Arbitro: | Alt |

|                               |           |  |
| Losilla 61’ Samson 90’ (aut.) | Marcatori |  |

| Arbitro: | Winter |

|                              |           |              |
| Hrgota 17’, 87’ Leweling 90’ | Marcatori | 70’ Ganvoula |

| Arbitro: | Badstübner |

|                            |           |             |
| Wintzheimer 14’ Zoller 28’ | Marcatori | 65’ Ducksch |

#### Girone di ritorno
| Arbitro: | Reichel |

|                          |           |                            |
| Ganvoula 42’ Losilla 83’ | Marcatori | 15’, 64’ Stolze 32’ Albers |

| Arbitro: | Kempter |

|                         |           |  |
| Voglsammer 27’ Klos 90’ | Marcatori |  |

| Arbitro: | Schlager |

|            |           |                                       |
| Zoller 65’ | Marcatori | 68’ Leibold 73’ Pohjanpalo 87’ Kittel |

| Arbitro: | Siebert |

|  |           |            |
|  | Marcatori | 39’ Zoller |

| Arbitro: | Willenborg |

|  |           |               |
|  | Marcatori | 80’ Ghaddioui |

| Arbitro: | Koslowski |

|              |           |                         |
| Nikolaou 70’ | Marcatori | 65’ Ganvoula 90’ Janelt |

| Arbitro: | Pfeifer |

|                                       |           |                                                      |
| Blum 6’ (rig.), 8’, 49’ Osei-Tutu 65’ | Marcatori | 13’, 44’ Biada 85’ (rig.) Behrens 90’ (rig.) Türpitz |

| Darmstadt 7 marzo 2020, ore 13:00 CET 25ª giornata | Darmstadt | 0 – 0 referto | Bochum | Merck-Stadion am Böllenfalltor (15 125 spett.)\| Arbitro: \| Reichel \| |
| Arbitro:                                           | Reichel   |               |        |                                                                         |

| Arbitro: | Heft |

|                                        |           |  |
| Losilla 11’ Osei-Tutu 34’ Ganvoula 64’ | Marcatori |  |

| Karlsruhe 24 maggio 2020, ore 13:30 CEST 27ª giornata | Karlsruhe | 0 – 0 referto | Bochum | Wildparkstadion (0 spett.)\| Arbitro: \| Welz \| |
| Arbitro:                                              | Welz      |               |        |                                                  |

| Arbitro: | Winkmann |

|                            |           |             |
| Osei-Tutu 49’ Ganvoula 63’ | Marcatori | 74’ Meffert |

| Norimberga 30 maggio 2020, ore 13:00 CEST 29ª giornata | Norimberga | 0 – 0 referto | Bochum | Max-Morlock-Stadion (0 spett.)\| Arbitro: \| Sather \| |
| Arbitro:                                               | Sather     |               |        |                                                        |

| Arbitro: | Heft |

|                             |           |  |
| Žulj 15’ (rig.) Leitsch 73’ | Marcatori |  |

| Arbitro: | Steinhaus-Webb |

|  |           |                                     |
|  | Marcatori | 22’ (aut.) Gugganig 68’ Wintzheimer |

| Arbitro: | Koslowski |

|               |           |                         |
| Kupusović 90’ | Marcatori | 29’ Eisfeld 42’ Losilla |

| Arbitro: | Petersen |

|                          |           |                     |
| Tesche 43’ Osei-Tutu 52’ | Marcatori | 7’ Hrgota 79’ Ernst |

| Arbitro: | Rohde |

|                  |           |  |
| Ducksch 45’, 84’ | Marcatori |  |

### Coppa di Germania
| Arbitro: | Haslberger |

|                          |           |                               |
| Blahout 32’ Schrader 45’ | Marcatori | 17’ (rig.), 70’, 73’ Ganvoula |

| Arbitro: | Schröder |

|                   |           |                       |
| Davies 35’ (aut.) | Marcatori | 83’ Gnabry 89’ Müller |

## Statistiche

### Statistiche di squadra
| Competizione      | Punti | In casa | In casa | In casa | In casa | In casa | In casa | In trasferta | In trasferta | In trasferta | In trasferta | In trasferta | In trasferta | Totale | Totale | Totale | Totale | Totale | Totale | DR |
| Competizione      | Punti | G       | V       | N       | P       | Gf      | Gs      | G            | V            | N            | P            | Gf           | Gs           | G      | V      | N      | P      | Gf     | Gs     | DR |
| ----------------- | ----- | ------- | ------- | ------- | ------- | ------- | ------- | ------------ | ------------ | ------------ | ------------ | ------------ | ------------ | ------ | ------ | ------ | ------ | ------ | ------ | -- |
| 2. Bundesliga     | 46    | 17      | 6       | 8       | 3       | 37      | 30      | 17           | 5            | 5            | 7            | 16           | 21           | 34     | 11     | 13     | 10     | 53     | 51     | +2 |
| Coppa di Germania | -     | 1       | 0       | 0       | 1       | 1       | 2       | 1            | 1            | 0            | 0            | 3            | 2            | 2      | 1      | 0      | 1      | 4      | 4      | 0  |
| Totale            | 46    | 18      | 6       | 8       | 4       | 38      | 32      | 18           | 6            | 5            | 7            | 19           | 23           | 36     | 12     | 13     | 11     | 57     | 55     | +2 |

### Andamento in campionato
| Giornata  | 1  | 2  | 3  | 4  | 5  | 6  | 7  | 8  | 9  | 10 | 11 | 12 | 13 | 14 | 15 | 16 | 17 | 18 | 19 | 20 | 21 | 22 | 23 | 24 | 25 | 26 | 27 | 28 | 29 | 30 | 31 | 32 | 33 | 34 |
| --------- | -- | -- | -- | -- | -- | -- | -- | -- | -- | -- | -- | -- | -- | -- | -- | -- | -- | -- | -- | -- | -- | -- | -- | -- | -- | -- | -- | -- | -- | -- | -- | -- | -- | -- |
| Luogo     | T  | C  | T  | C  | T  | C  | T  | C  | T  | C  | T  | C  | T  | C  | C  | T  | C  | C  | T  | C  | T  | C  | T  | C  | T  | C  | T  | C  | T  | C  | T  | T  | C  | T  |
| Risultato | P  | N  | P  | N  | P  | N  | N  | N  | V  | N  | P  | V  | N  | N  | V  | P  | V  | P  | P  | P  | V  | P  | V  | N  | N  | V  | N  | V  | N  | V  | V  | V  | N  | P  |
| Posizione | 16 | 14 | 16 | 17 | 17 | 17 | 17 | 17 | 15 | 16 | 16 | 16 | 16 | 15 | 13 | 14 | 11 | 14 | 14 | 16 | 14 | 15 | 13 | 15 | 15 | 12 | 12 | 10 | 10 | 8  | 6  | 6  | 6  | 8  |

Legenda:

Luogo: C = Casa; T = Trasferta. Risultato: V = Vittoria; N = Pareggio; P = Sconfitta.

### Statistiche dei giocatori
| Giocatore        | 2. Bundesliga | 2. Bundesliga | 2. Bundesliga | 2. Bundesliga | Coppa di Germania | Coppa di Germania | Coppa di Germania | Coppa di Germania | Totale   | Totale | Totale      | Totale     |
| Giocatore        | Presenze      | Reti          | Ammonizioni   | Espulsioni    | Presenze          | Reti              | Ammonizioni       | Espulsioni        | Presenze | Reti   | Ammonizioni | Espulsioni |
| ---------------- | ------------- | ------------- | ------------- | ------------- | ----------------- | ----------------- | ----------------- | ----------------- | -------- | ------ | ----------- | ---------- |
| U. Bapoh         | 4             | 1             | 1             | 1             | 1                 | 0                 | 0                 | 0                 | 5        | 1      | 1           | 1          |
| D. Baumgartner   | 0             | 0             | 0             | 0             | 1                 | 0                 | 0                 | 0                 | 1        | 0      | 0           | 0          |
| A. Bella-Kotchap | 12            | 0             | 1             | 0             | 2                 | 0                 | 0                 | 1                 | 14       | 0      | 1           | 1          |
| D. Blum          | 25            | 9             | 3             | 0             | 1                 | 0                 | 0                 | 0                 | 26       | 9      | 3           | 0          |
| S. Celozzi       | 9             | 0             | 1             | 0             | 1                 | 0                 | 0                 | 0                 | 10       | 0      | 1           | 0          |
| S. Decarli       | 22            | 1             | 3             | 0             | 1                 | 0                 | 0                 | 0                 | 23       | 1      | 3           | 0          |
| P. Drewes        | 2             | 0             | 0             | 0             | 0                 | 0                 | 0                 | 0                 | 2        | 0      | 0           | 0          |
| T. Eisfeld       | 11            | 1             | 1             | 0             | 1                 | 0                 | 0                 | 0                 | 12       | 1      | 1           | 0          |
| B. Ekincier      | 0             | 0             | 0             | 0             | 0                 | 0                 | 0                 | 0                 | 0        | 0      | 0           | 0          |
| P. Fabian        | 4             | 0             | 1             | 0             | 0                 | 0                 | 0                 | 0                 | 4        | 0      | 1           | 0          |
| C. Gamboa        | 26            | 1             | 5             | 0             | 0                 | 0                 | 0                 | 0                 | 26       | 1      | 5           | 0          |
| S. Ganvoula      | 28            | 13            | 7             | 0             | 2                 | 3                 | 0                 | 0                 | 30       | 16     | 7           | 0          |
| P. Grave         | 0             | 0             | 0             | 0             | 0                 | 0                 | 0                 | 0                 | 0        | 0      | 0           | 0          |
| M. Gyamfi        | 0             | 0             | 0             | 0             | 0                 | 0                 | 0                 | 0                 | 0        | 0      | 0           | 0          |
| L. Holtkamp      | 0             | 0             | 0             | 0             | 0                 | 0                 | 0                 | 0                 | 0        | 0      | 0           | 0          |
| V. Janelt        | 24            | 1             | 4             | 0             | 0                 | 0                 | 0                 | 0                 | 24       | 1      | 4           | 0          |
| S. Kokovas       | 0             | 0             | 0             | 0             | 0                 | 0                 | 0                 | 0                 | 0        | 0      | 0           | 0          |
| V. Lampropoulos  | 10            | 0             | 4             | 0             | 0                 | 0                 | 0                 | 0                 | 10       | 0      | 4           | 0          |
| C. Lee           | 12            | 0             | 1             | 0             | 2                 | 0                 | 2                 | 0                 | 14       | 0      | 3           | 0          |
| M. Leitsch       | 15            | 1             | 4             | 0             | 0                 | 0                 | 0                 | 0                 | 15       | 1      | 4           | 0          |
| S. Lorenz        | 16            | 1             | 2             | 0             | 1                 | 0                 | 0                 | 0                 | 17       | 1      | 2           | 0          |
| A. Losilla       | 33            | 5             | 9             | 0             | 2                 | 0                 | 1                 | 0                 | 35       | 5      | 10          | 0          |
| S. Maier         | 15            | 0             | 3             | 0             | 1                 | 0                 | 0                 | 0                 | 16       | 0      | 3           | 0          |
| J. Osei-Tutu     | 21            | 5             | 4             | 0             | 1                 | 0                 | 0                 | 0                 | 22       | 5      | 4           | 0          |
| M. Pantović      | 20            | 0             | 3             | 1             | 1                 | 0                 | 0                 | 0                 | 21       | 0      | 3           | 1          |
| M. Riemann       | 32            | 0             | 1             | 1             | 2                 | 0                 | 0                 | 0                 | 34       | 0      | 1           | 1          |
| M. Römling       | 0             | 0             | 0             | 0             | 0                 | 0                 | 0                 | 0                 | 0        | 0      | 0           | 0          |
| G. Sağlam        | 0             | 0             | 0             | 0             | 0                 | 0                 | 0                 | 0                 | 0        | 0      | 0           | 0          |
| D. Soares        | 32            | 1             | 8             | 0             | 2                 | 0                 | 0                 | 0                 | 34       | 1      | 8           | 0          |
| R. Tesche        | 25            | 1             | 4             | 0             | 1                 | 0                 | 0                 | 0                 | 26       | 1      | 4           | 0          |
| T. Weilandt      | 22            | 0             | 2             | 0             | 1                 | 0                 | 0                 | 0                 | 23       | 0      | 2           | 0          |
| J. Wellers       | 0             | 0             | 0             | 0             | 0                 | 0                 | 0                 | 0                 | 0        | 0      | 0           | 0          |
| M. Wintzheimer   | 20            | 3             | 2             | 0             | 1                 | 0                 | 0                 | 0                 | 21       | 3      | 2           | 0          |
| S. Zoller        | 23            | 6             | 3             | 0             | 2                 | 0                 | 0                 | 0                 | 25       | 6      | 3           | 0          |
| R. Žulj          | 11            | 1             | 2             | 0             | 0                 | 0                 | 0                 | 0                 | 11       | 1      | 2           | 0          |